# Alexei Eremenko
Alexei Eremenko o Alekséi Alekséievich Yeriómenko (en ruso: Алексей Алексеевич Ерёменко, en finés: Alexei Eremenko; n. 24 de marzo de 1983, Rostov del Don, Unión Soviética) es un exfutbolista profesional finlandés de origen ruso que jugó como centrocampista ofensivo en el FC Rubin Kazán. Alexei Eremenko es internacional absoluto por Finlandia.

## Carrera profesional
Eremenko nació en Rostov del Don, en la Rusia soviética, pero se mudó a Finlandia con su familia a la edad de siete años cuando su padre, el exjugador del FC Dynamo Moscú y FC Spartak Moscú Alexei Eremenko Sr., llegó a jugar en Finlandia con el FF Jaro. Se le concedió la nacionalidad finlandesa en 2003, pero todavía tiene pasaporte ruso. Alexei es hermano mayor de Roman Eremenko, así como padre de un niño nacido en septiembre de 2007.
Alexei Eremenko pasó algún tiempo con el equipo juvenil del Tromsø IL en Noruega (como su padre) y en la cantera del FC Metz en Francia, antes de regresar a Finlandia para hacer su debut en la Veikkausliiga con el FC Jokerit en 2001. Estuvo a prueba con el Aston Villa, pero en la temporada siguiente se trasladó al HJK Helsinki, y finalmente se convirtió en el mejor jugador de la liga. Ganó dos campeonatos finlandeses y una Copa de Finlandia con el HJK. En el verano de 2004, Eremenko se trasladado al extranjero, uniéndose al club de la Serie A italiana US Lecce. Tras dos temporadas poco exitosas en el Lecce, fichó por el FC Saturn moscovita en un contrato de cuatro años, convirtiéndose en un jugador clave para el equipo ruso.
Tras pasar por el Metalist Járkov y sendas cesiones al Jaro finlandés y el Kilmarnock escocés, el 30 de agosto de 2011, Eremenko firmó un contrato con el bicampeón de la Liga Premier, el Rubin Kazan, junto a su hermano menor, Roman Eremenko.

## Palmarés
- Liga finlandesa: 2002, 2003
- Copa de Finlandia: 2003

### Personal
- Scottish Premier League Jugador del mes: noviembre de 2010[1]
- Scottish Premier League Jugador del año: nominado 2010/11